# Hebe Rosa
Hebe Rosa (Montevideo, 1929), es una bailarina, profesora y coreógrafa uruguaya. 

## Biografía
Fue alumna de la Escuela de Danza del Sodre. Más tarde siguió sus estudios de danza en Chile, Estados Unidos e Italia. En 1956 Hebe Rosa creó el Ballet de Cámara de Montevideo y de la Primera Escuela de Danza Moderna del Uruguay, de los que es actualmente maestra, coreógrafa y directora. En 2001 recibió el Premio Nacional de Danza.
En 2013 fue galardonada con el Premio Candelabro de Oro por la B'nai B'rith Uruguay. En 2014 fue distinguida con la Medalla Delmira Agustini del Ministerio de Educación y Cultura de Uruguay.El 23 de junio de 2023 la Universidad de la República le otorga el título de "Doctora Honoris Causa" la distinción honorífica de más alta jerarquía que otorga la UDELAR a personalidades como reconocimiento a la excelencia y méritos sobresalientes. Hebe Rosa, docente de docentes, con su labor ha forjado algunos rasgos significativos de la danza moderna y contemporánea en Uruguay. Fundó la "Primera Escuela de Danza Moderna de Uruguay" en la que por más de 60 años sostuvo un espacio de docencia autogestionado.

## Premios
- 2001, Premio Nacional de Danza
- 2008, Premio Alas
- 2013, Premio Candelabro de Oro
- 2014, Medalla Delmira Agustini
- 2023, Doctora Honoris Causa.